# Kadungalloor
Kadungalloor è una suddivisione dell'India, classificata come census town, di 35.451 abitanti, situata nel distretto di Ernakulam, nello stato federato del Kerala. In base al numero di abitanti la città rientra nella classe III (da 20.000 a 49.999 persone).

## Geografia fisica
La città è situata a 10° 07' 26 N e 76° 18' 36 E.

## Società

### Evoluzione demografica
Al censimento del 2001 la popolazione di Kadungalloor assommava a 35.451 persone, delle quali 17.625 maschi e 17.826 femmine. I bambini di età inferiore o uguale ai sei anni assommavano a 4.020, dei quali 2.087 maschi e 1.933 femmine. Infine, coloro che erano in grado di saper almeno leggere e scrivere erano 28.855, dei quali 14.824 maschi e 14.031 femmine.